# Giuseppe Allegranza
Giuseppe Allegranza (Milano, 1713 – Milano, 18 dicembre 1785) è stato un religioso, archeologo e bibliotecario italiano.

## Biografia
Dopo diversi anni di insegnamento in conventi domenicani e viaggi divenne bibliotecario della Biblioteca Braidense a Milano (1770).
Pubblicò numerose lettere e opuscoli riguardanti i risultati delle sue ricerche archeologiche in Italia settentrionale, Italia meridionale, Provenza e Malta.
Il suo capolavoro è però De sepulcris christianis in aedibus sacris, del 1773.

### Scritti (selezione)
- Spiegazione e riflessioni sopra alcuni sacri monumenti antichi Milano, 1757.
- Difesa del canonicato de’ FF. Predicatori ove si da un saggio della Istituzione, Riforma, Propagazione, Spirito, Vestito e Diritti degli antichi, e moderni Canonici, e si presenta una giusta idea dell’Istituto Domenicano. Volgarizzamento dal francese. Venezia 1758.